# Itumbiara
Itumbiara ist ein brasilianisches Município im Bundesstaat Goiás in der Mesoregion Süd-Goiás und in der Mikroregion Meia Ponte. Sie liegt südwestlich der brasilianischen Hauptstadt Brasília und südlich von Goiânia, der Hauptstadt des Bundesstaates. Die Einwohner werden auf Portugiesisch itumbiarense genannt.

## Demographie
Nach der brasilianischen Volkszählung 2022 hatte das Munizip 107.970 Einwohner und laut der amtlichen Schätzung von 2024 betrug die Einwohnerzahl 112.289. 2022 betrug die Bevölkerungsdichte 44,12 Einwohner/km2.

## Geschichte
Itumbiara entstand im Jahre 1824, als die auf Initiative des damaligen Kommandeurs von Goiás, Cunha Matos, vorgeschlagene Verbindungsstraße zwischen der Bergbaustadt Uberaba in Minas Gerais und der Stadt Anhanguera am Grenzfluss Paranaíba zu Goiás fertiggestellt wurde. Dank günstigen Verhältnissen für die Landwirtschaft und Viehzucht wurde die Gegend besiedelt und die Regierung richtete an dieser Stelle eine Zollstation ein. Bald wurde die Kapelle Santa Rita erbaut, sodass der Ort „Porto de Santa Rita“, im Volksmund kurz nur „Porto“, genannt wurde.
Zwei Landwirte des damaligen Dorfes, Joaquim Bernardes da Costa, Eigentümer der Fazenda Água Suja, und Luiz Cândido de Paula, Eigentümer der Fazenda Trindade, spendeten einen Teil ihres Eigentums der Kirche Santa Rita de Cássia. Die Spendurkunde vom 17. Januar 1852 befindet sich im Archiv des 1. Notariats.
Während der Regierung des Präsidenten Afonso Pena im Jahre 1909 wurde die noch heute bestehende Hängebrücke über den Fluss Paranaíba eingeweiht und Santa Rita do Paranaíba wurde zu einer Gemeinde erhoben.
Der Ingenieur Inácio Pais Leme, Konstrukteur der 40 km langen Straße zwischen Santa Rita do Paranaíba und Cachoeira Dourada, lancierte 1943 die Idee, die Gemeinde umzutaufen in „Itumbiara“, was in der Tupi-Guarani Sprache „caminho da cachoeira“ (deutsch: Weg zum Wasserfall) bedeutet. Dieser Vorschlag wurde von der Regierung genehmigt und per 31. Dezember 1943 umgesetzt.
Im Jahr 1966 wurde die Stadt Sitz des Bistums Itumbiara.
Durch das Munizipgesetz (Lei Municipal) Nr. 386 vom 27. September 1962 wird der Bezirk Cachoeira Dourada gegründet und dem Munizip Itumbiara angegliedert. Durch das Landesgesetz (Lei Estadual) Nr. 8.092 vom 14. Mai 1976 wird der Bezirk Inaciolândia gegründet und dem Munizip Itumbiara angegliedert. Somit bestand das Munizip aus den drei Bezirken: Itumbiara, Cachoeira Dourada und Inaciolândia.

Durch das Landesgesetz Nr. 9.190 vom 14. Mai 1982 wurde der Bezirk Cachoeira Dourada aus dem Munizip Itumbiara ausgegliedert und selbst zum Municipio erhoben. Das Landesgesetz Nr. 11.708 vom 12. April 1992 trennt den Bezirk Inaciolândia vom Munizip Itumbiara und erhebt ihn in den Rang eines Municipios. Somit besteht des Munizip seitdem wieder lediglich aus dem Hauptbezirk.

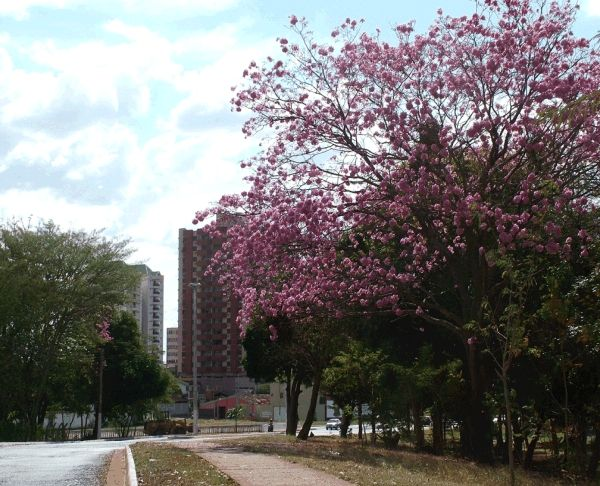
Vila de Furnas, einer der 58 Stadtteile der Stadt
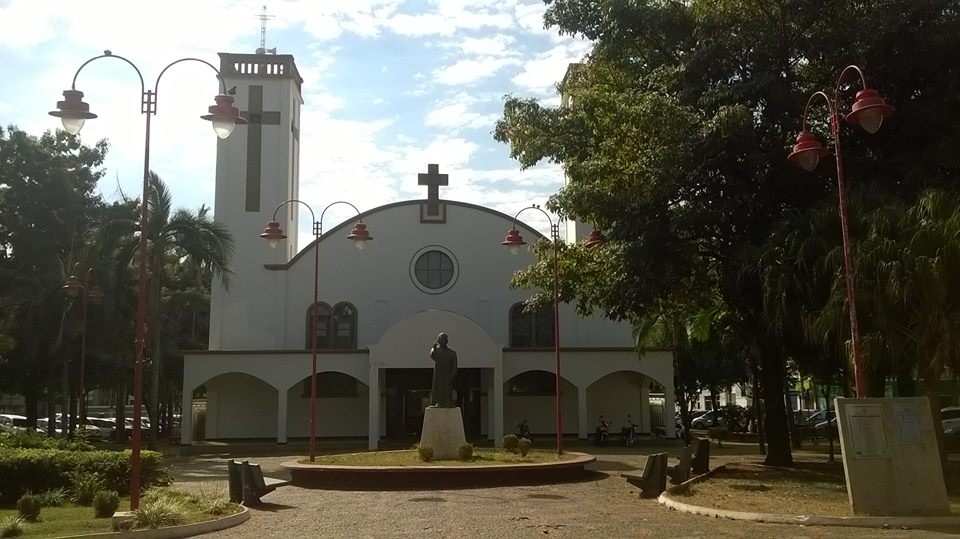
Igreja Santa Rita de Cássia
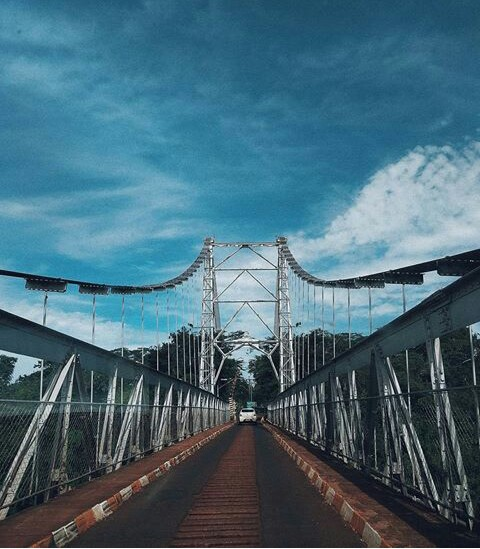
Ponte Affonso Penna
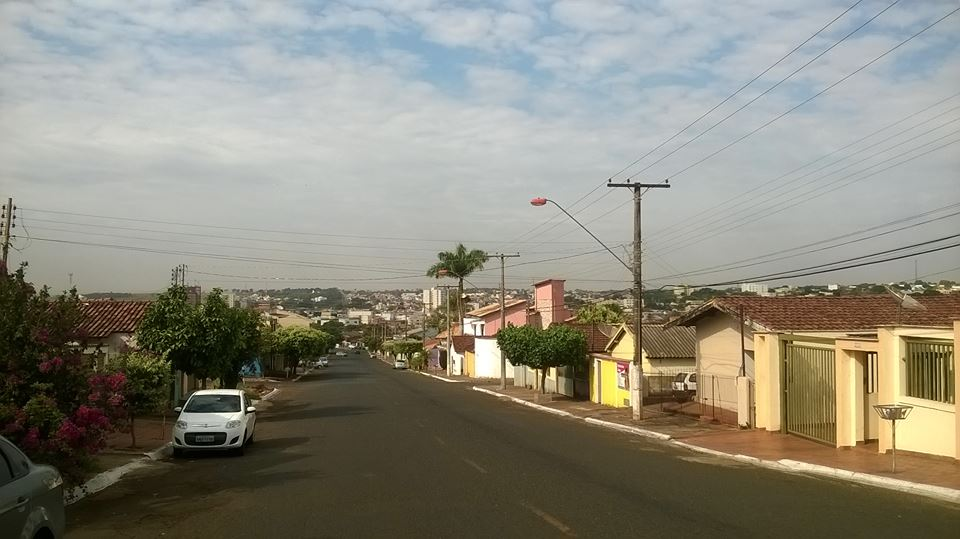
Avenida Goiatuba

## Geographie
Das Munizip hat eine Fläche von 2.447,014 km2 und der höchste Punkt des Munizips ist auf 448 m Höhe. Itumbiara liegt an der longitudinal verlaufenden Bundesstraße BR-153 (port.: Rodovia Transbrasiliana) 197 km südlich von Goiânia an der Grenze zum Bundesstaat Minas Gerais nördlich des Flusses Rio Paranaíba und westlich der Talsperre des Stausees Itumbiara.
Itumbiara grenzt an die Munizipien (Mikroregion):
- Im Norden an Panamá und punktuell an Goiatuba (beide in Meia Ponte)
- Im Nordosten an Buriti Alegre (Meia Ponte)
- Im Südosten an Tupaciguara (Uberlândia, MG)
- Im Süden an Araporã, Centralina, Canápolis (alle in Uberlândia, MG), Cachoeira Dourada (Ituiutaba, MG)
- Im Südwesten an Cachoeira Dourada und Inaciolândia (beide in Meia Ponte)
- Im Nordwesten an Bom Jesus de Goiás (Meia Ponte)

### Hydrographie
Der Rio Paranaíba bildet die Südgrenze von Itumbiara zum Bundesstaat Minas Gerais mit nachstehenden Zuflüssen auf dem Territorium von Itumbiara:
| Gewässer in Itumbiara   | Mündung                                                              | Beschreibung                                                                                                  |
| ----------------------- | -------------------------------------------------------------------- | --- |
| Itumbiara-Stausee       | Rio Paranaíba bei der Talsperre                                      | östlich der Stadt Itumbiara                                                                                   |
| Rebeirão de Santa Maria | als rechter Zufluss in den Rio Paranaíba östlich der Stadt Itumbiara | Im Oberlauf Grenzgewässer zu Panamá                                                                           |
| Riberão Panamá          | als rechter Zufluss in den Rio Meia Ponte                            | im Unterlauf vor der Mündung als Grenzgewässer zu Cachoeira Dourada                                           |
| Rio Meia Ponte          | als rechter Zufluss in den Rio Paranaíba in Cachoeira Dourada        | Im Norden als Grenzgewässer zu Bom Jesus de Goiás                                                             |
| Riberão Bom Jesus       | als rechter Zufluss in den Rio dos Bois                              | Grenzgewässer zu Bom Jesus de Goiás                                                                           |
| Riberão do Campo Alegre | als rechter Zufluss in den Rio dos Bois                              | Quelle in Itumbiara                                                                                           |
| Rio Paranaíba           | in den Ilha-Solteira-Stausee mit dem Rio Grande zum Rio Paraná       | Im Osten als Stausee Itumbiara, nach Talsperre als südlicher Grenzfluss zu Minas Gerais bis Cachoeira Dourada |

## Wirtschaft
Sehr bedeutend ist in Itumbiara die Agrarwirtschaft, insbesondere der Anbau von Getreide, Soja, Reis, Sorghum, Zuckerrohr und Baumwolle. Ebenso stark ist die Viehzucht (Geflügel, Rinder, Schweine) sowie die Milchproduktion und -verarbeitung verbreitet.

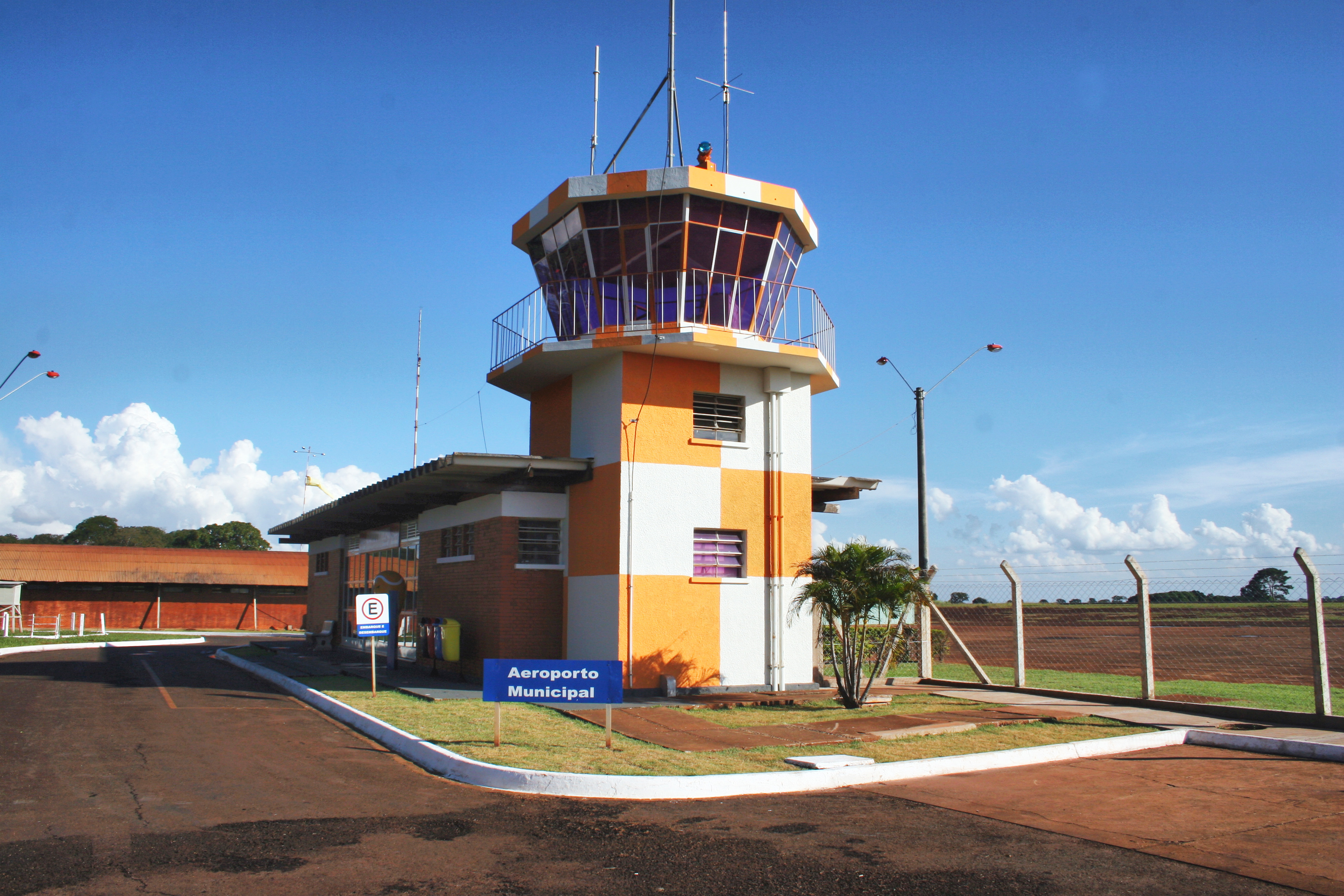
Aeroporto de Itumbiara
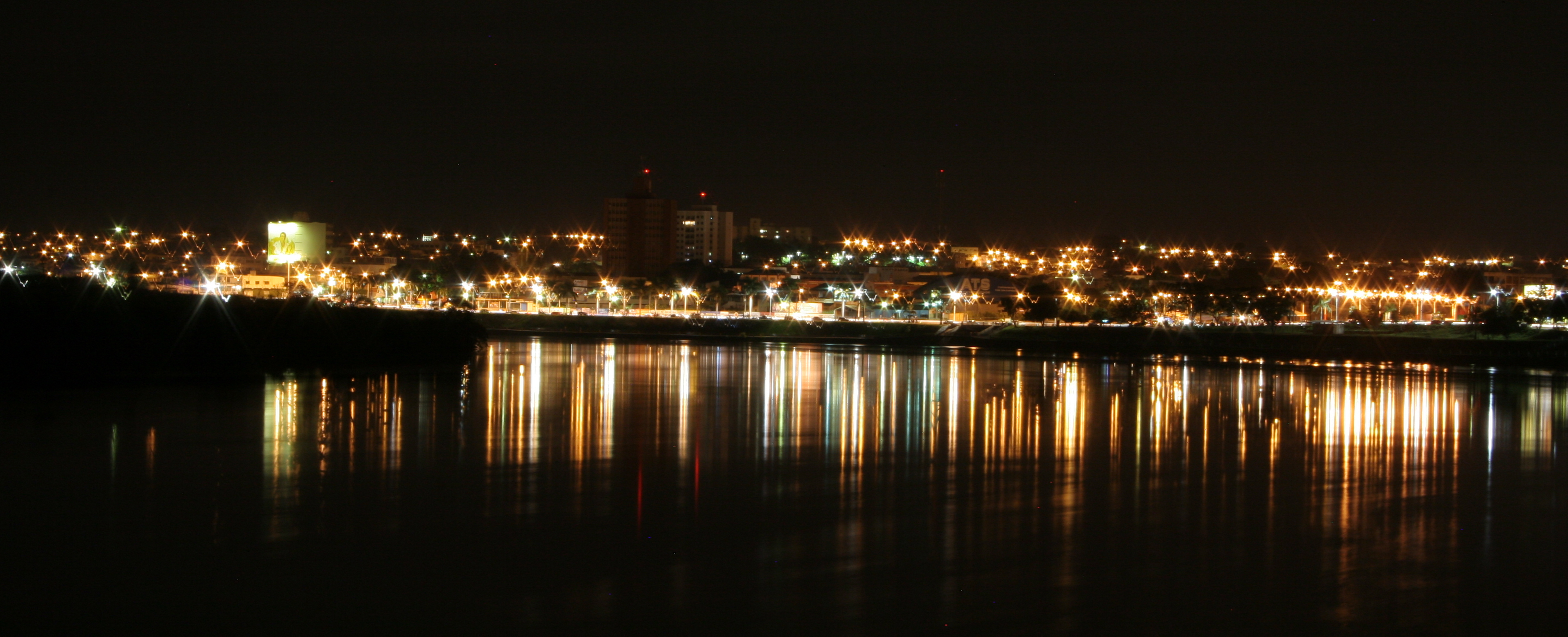
Nachtansicht von Itumbiara, aufgenommen von der Stadt Araporã im Bundesstaat Minas Gerais.
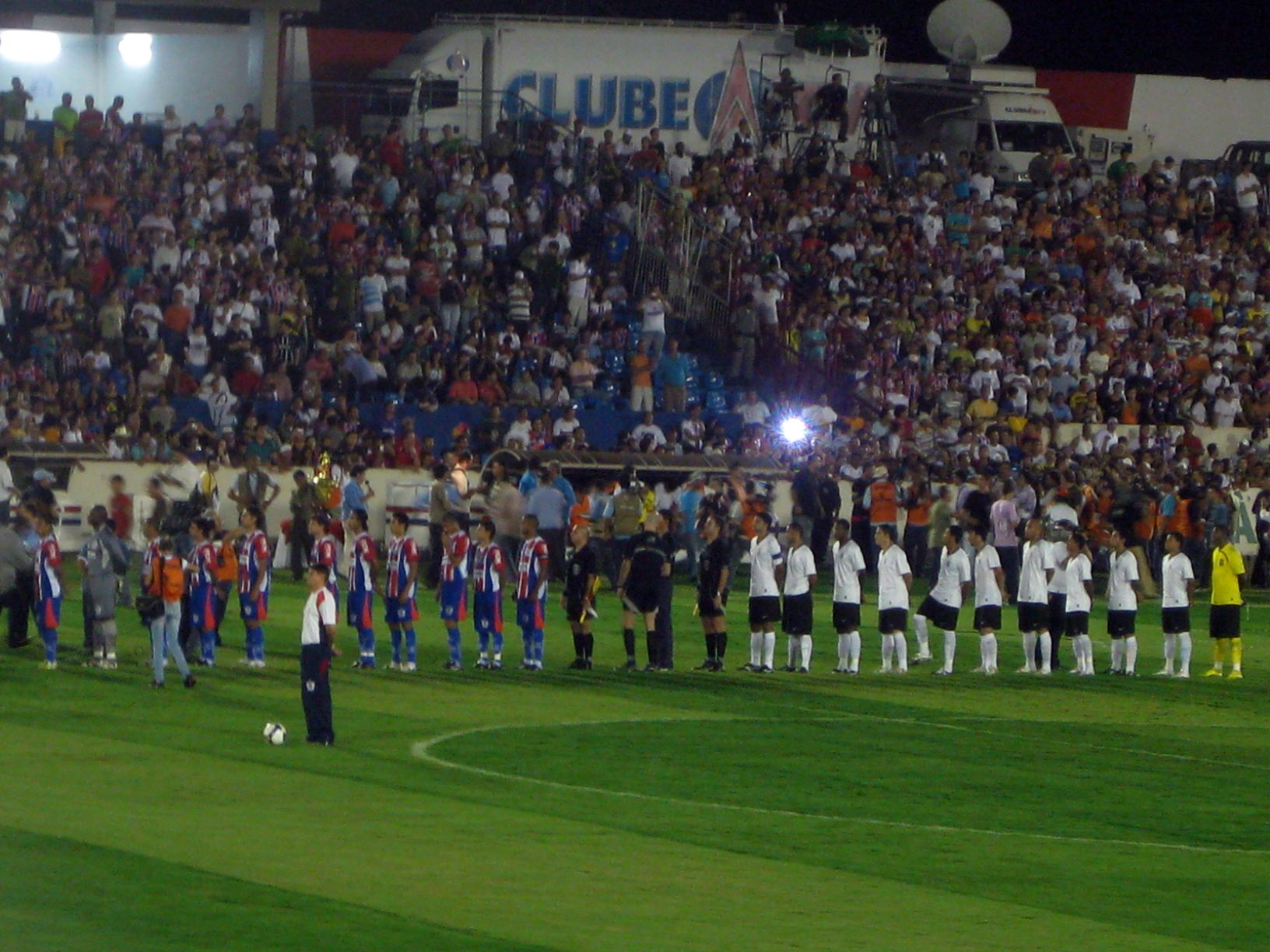
Itumbiara Esporte Clube gegen Corinthians im brasilianischen Pokal 2009 (Copa do Brasil de 2009)

## Politik

Rat des Munizips

Von 2009 bis 2012 war José Gomes da Rocha (PP) der Prefeito des Munizips. Von 2025 bis 2028 ist Dione Jose de Araujo (UNIÃO) der Bürgermeister.

## Persönlichkeiten
- Dante Guimarães Amaral (* 1980), Volleyballspieler
- Zé Roberto (* 1980), Fußballspieler
- Jussara Marques (1931–2006), brasilianische Schönheitskönigin 1949

## Städtepartnerschaften
- Brasilien - Quirinópolis
- Brasilien - Rio Verde (Goiás)